# W. Craig Jelinek
W. Craig Jelinek (* 1953) ist ein US-amerikanischer Manager.

## Leben
Jelinek arbeitet seit 1984 in verschiedenen Bereichen des US-amerikanischen Großhandelsunternehmens Costco Wholesale und leitet es seit Januar 2012.